# Primera batalla de Yaoundé
La Primera batalla de Yaoundé va ser un intent d'assalt de Yaoundé (la capital de Kamerun) realitzat per les forces britàniques i franceses a principi de maig de 1915, durant la campanya de Kamerun de la Primera Guerra Mundial.
A causa de la falta de coordinació, les dificultats del terreny, les condicions climàtiques adverses i la rígida resistència alemanya, els atacants es van veure obligats a retirar-se a final de juny de 1915. No es va dur a terme un altre assalt a la capital fins a la fi d'aquest any.